# Amanallah Memmiche
Amanallah Memmiche, né le 20 avril 2004 à Tunis, est un footballeur tunisien. Il joue au poste de gardien de but au sein de l'Espérance sportive de Tunis.

## Carrière

### En club
Formé à l'Espérance sportive de Tunis (EST), il joue son premier match le 7 juin 2023 contre l'Olympique de Beja en championnat. Il termine la saison avec cinq apparitions.
Lors de la saison 2023-2024, il fait 18 apparitions en championnat et aide son équipe à remporter le titre. Il fait également treize apparitions en Ligue des champions ; l'EST perd en finale contre Al Ahly.

### En sélection
Il joue son premier match international le 5 septembre 2024 contre Madagascar dans le cadre des éliminatoires de la CAN 2025.

## Palmarès
- Vainqueur du championnat de Tunisie en 2024 et en 2025
- Vainqueur de la supercoupe de Tunisie en 2024 et 2025
- Finaliste de la Ligue des champions de la CAF en 2024